# Кондратюк Нестор Павлович
 Кондратю́к Не́стор Па́влович  (5 квітня 1937, с. Людвинівка, Холмський повіт, Люблінське воєводство, Польська Республіка — 6 липня 2014, Вінниця, Україна) — український актор і режисер, Народний артист України.

## Життєпис
Нестор Павлович народився в с. Людвинів Холмського повіту Люблінського воєводства (Польща). Під час депортації українців з Польщі 1945 року сім'ю депортували під Кам'янець-Подільський, в село Залісся. У голод мусили переїхати на Волинь до родичів, також депортованих.
У 1952–1955 рр. навчався в культпросвітучилищі м. Ківерці Волинської області. Після закінчення працював впродовж року на посаді методиста клубної роботи в райцентрі Ківерці Волинської області. У 1956 році Нестора Кондратюка призивають до лав Радянської армії у Вінницю. Беручи активну участь в художній самодіяльності Будинку офіцерів, він став артистом балету, а після служби пройшов відбір у Вінницький театр.
У 1961–1965 роках — навчався в Київському інституті театрального мистецтва ім. І. К. Карпенко-Карого на акторському факультеті, курс В.Биковця. По закінченні закладу рік працював в Одеському театрі Жовтневої революції. З 1966 року — артист Вінницького муздрамтеатру ім. М.Садовського.
У 1974 році отримав звання Заслуженого артиста України. А у 1981 році Нестору Кондратюку присвоєно звання Народного артиста України.

## Сім'я
У 1961 році одружився з солісткою балету Маргаритою Галежею. У 1962 році у них народився син Максим, нині тележурналіст, а в 1968 — з'явилася на світ донька Катерина. У 2005 році помирає дружина Маргарита.

## Ролі у театрі
Нестор Кондратюк є провідним артистом Вінницького театру ім. М.Садовського, зіграв понад 200 ролей. Глядачі добре знають його за ролями у спектаклях:
- Сталін — «Війна» (Стаднюка). Реж. — В. Селезньов,
- Швейк — «Бравий солдат Швейк» (Я. Гашека). Реж. — В.Лукашов,
- Кочубей — «Мазепа» (інсценація В. Селезньова за творами Б. Лепкого). Реж. — В. Селезньов,
- Дяк — «Маруся Чурай» (Л. Костенко). Реж. — В. Селезньов,
- Йосип, слуга Хлестакова — «Ревізор» (М. Гоголя). Реж. — В. Селезньов,
- Антоніо — «Шалений день, або одруження Фігаро» (Бомарше). Реж. — В. Селезньов,
- Дід — «Осіння мелодія» (В. Селезньова). Реж. — В. Селезньов,
- Реб Мордхеле — «Хелемські мудреці» (М. Гершензона). Реж. — В. Сікорський,
- Старий — «Незакінчена історія» (В. Селезньова). Реж. — В. Селезньов, та у багатьох інших.

## Ролі у кіно
- «Легенда про безсмертя» (1985),
- «Ігор Саввович» (1986, т/ф, 3 а),
- «Просто жах»,
- «Земляки» (1988, т/ф),
- «Фатальна помилка»,
- «Покута»,
- «Моцарт»,
- 1991 — «Із житія Остапа Вишні».

## Нагороди
За вагомий особистий внесок у культурний розвиток України, вагомі досягнення у професійній діяльності, багаторічну сумлінну працю та з нагоди річниці підтвердження всеукраїнським референдумом 1 грудня 1991 року Акта проголошення незалежності України указом президента України Віктора Ющенка у 2008 році нагороджений орденом «За заслуги» III ступеня.
- Літературно-мистецька премія «Кришталева вишня» (2014)[1]